# Okręgowe rozgrywki w piłce nożnej Okręgu Mazurskiego (1945)
Był to pierwszy sezon piłkarskich rozgrywek okręgowych na Warmii i Mazurach. Do rozgrywek o mistrzostwo Okręgu Mazurskiego zgłosiło się 8 zespołów.

## Mistrzostwa Okręgu Mazurskiego
| Poz. | Klub                               | M | Pkt. | Bramki |
| ---- | ---------------------------------- | - | ---- | ------ |
| 1    | Oficerska Szkoła Artylerii Olsztyn | 7 | 12:1 | 24-4   |
| 2    | Społem Olsztyn                     | 7 | 11:2 | 16-6   |
| 3    | KKS Olsztyn                        | 7 | 9:4  | 14-14  |
| 4    | ZZK Ostróda                        | 7 | 8:5  | 14-6   |
| 5    | PKS Morąg                          | 7 | 5:8  | 6-12   |
| 6    | WKS Olsztyn                        | 7 | 3:10 | 6-26   |
| 7    | ZMW Olsztyn                        | 7 | 1:12 | 6-18   |
|      | WKS 49 pp Lidzbark Warmiński       |   |      |        |

- Oficerska Szkoła Artylerii Olsztyn wycofała się po sezonie
- WKS 49 pp Lidzbark Warmiński wycofał się w trakcie sezonu - wszystkim siedmiu zespołom przyznano za nierozegrany mecz z WKS 49pp po jednym punkcie
- z niewiadomych względów trzecie miejsce przyznano po sezonie dla ZZK Ostróda